# 田中順子 (アナウンサー)
田中 順子（たなか じゅんこ、旧姓：桜田、1962年〈昭和37年〉3月27日 - ）は、元テレビ岩手アナウンサー。日本テレビのNNNニュースプラス1元メインキャスター。幸福実現党の元広報本部長。フリーアナウンサー。HSUレクチャラー。

## 人物
岩手県立花巻北高等学校、岩手大学教育学部卒業後、1984年、テレビ岩手にアナウンサーとして入社（同期に柴柳二郎）。1992年10月ニューヨーク大学大学院ITP修士課程修了、1998年青山学院大学大学院国際政治経済学研究科修士課程修了。1991年10月から1994年2月までの間、日本テレビ『NNNニュースプラス1』のメインキャスターを務めた。のちにフリーアナウンサーになり、結婚を機に一時引退したが、復帰。一児の母。子育て・学業・仕事の3役を同時にこなしてきた時期もある。
1995年から2000年まで幸福の科学のラジオ番組『天使のモーニングコール』のパーソナリティーを担当。2007年より幸福の科学のNPO「いじめから子供を守ろう!ネットワーク」のフォーラム等でコーディネーターを務める。
2009年5月、幸福実現党広報本部長代理に就任。8月に広報本部長となり、第45回衆議院議員総選挙に東京都第1区より立候補したが落選した。2012年1月、党役員を退き広報担当アドバイザーに就任。
2016年4月よりハッピー・サイエンス・ユニバーシティの新設学部「未来創造学部」でレクチャラーとして勤務。「ジャーナリズム論I・II」「スピーチコミュニケーションA」などの授業を担当する。

## 出演

### テレビ
| 期間          | 期間          | 番組名                                         | 役職                           | 備考                                                 |
| ------------- | ------------- | ---------------------------------------------- | ------------------------------ | ---------------------------------------------------- |
| 1984年10月1日 | 1988年4月1日  | ズームイン!!朝!（日本テレビ系列）              | 岩手ローカルでの中継キャスター | 両番組とも、同局（テレビ岩手）アナウンサーとして出演 |
| 1988年4月4日  | 1989年3月31日 | ニュースプラス1いわて【平日版】（テレビ岩手）  | キャスター                     | 両番組とも、同局（テレビ岩手）アナウンサーとして出演 |
| 1991年10月1日 | 1994年2月25日 | NNNニュースプラス1【平日版】（日本テレビ系列） | キャスター                     | フリーとして事実上再起用                             |

### ラジオ
- 天使のモーニングコール（全国ネット 1994年12月 - 2000年3月）
- ハピネス カムズ トゥルー (Happiness comes true) （Kiss-FM KOBE 2010年4月 - 2010年6月）

## 学歴
- 1984年3月 - 岩手大学教育学部 卒業
- 1991年10月 - ニューヨーク大学大学院ITP修士課程修了
- 1998年9月 - 青山学院大学大学院国際政治学研究科 修士課程修了

## 経歴
- 1984年4月 - 1989年3月 テレビ岩手 アナウンサー
- 1991年9月 - 1994年3月 日本テレビ放送網系列「NNNニュースプラス1」メインキャスター
- 1995年 - フリーアナウンサー

コミュニケーションセミナーなどの講師を開始。
- 2006年 - 大学非常勤講師
- 2009年5月 - 幸福実現党の広報本部長代理に就任
- 2009年8月 - 幸福実現党の広報本部長に就任
- 2009年8月30日 - 第45回衆議院議員総選挙に東京1区から出馬、落選
- 2011年 - 拓殖大学客員教授に着任
- 2012年1月 - 幸福実現党の広報担当アドバイザーに就任
- 2016年4月 - HSUレクチャラー。「ジャーナリズム論I・II」「スピーチコミュニケーションA」などの授業を担当

## 著書
- 『母と子の愛のコミュニケーション』子育ての先輩ママが新米ママに優しく教える「母と子」のコミュニケーション術、文芸社、2012年8月1日発行、ISBN 978-4-286-12045-4
- 『心をつなぐスピーチ・コミュニケーション』言葉に命を与えるには―心を込めて語ること「相手を幸福にしたい」と願うこと、東京図書出版、2013年5月29日発行、ISBN 978-4-86223649-4
- 『真実の扉を開くジャーナリズム論』知の翼を羽ばたかせるために (幸福の科学大学シリーズ B-28)幸福の科学出版、2016年11月5日発行、ISBN 978-4-86395-845-6